# Institut für Visual Profiling

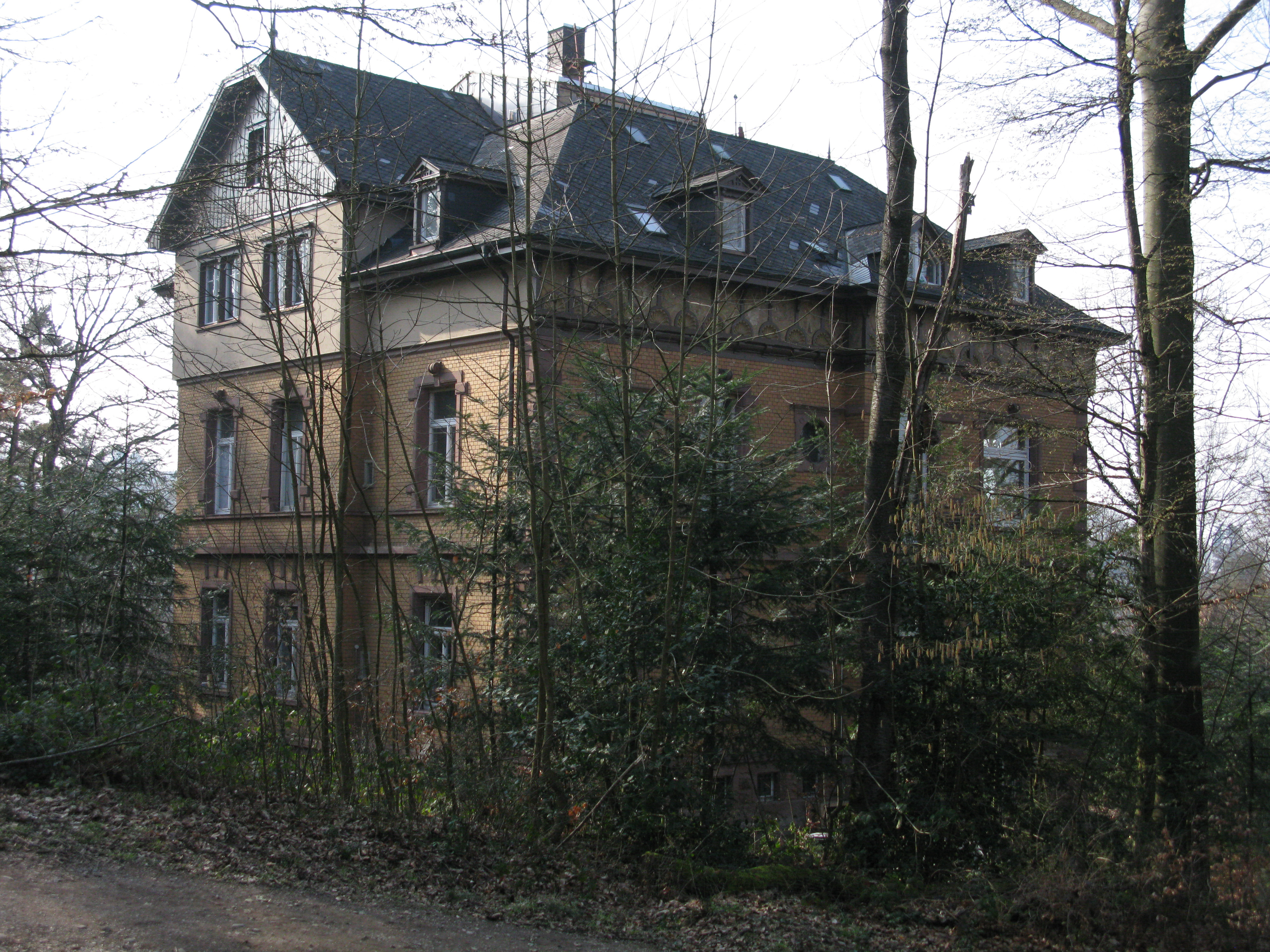
Villa Mitscherlich in Freiburg-Wiehre

Das Institut für Visual Profiling ist aus dem Atelier für Strukturanalyse (1994) des Künstlers Richard Schindler hervorgegangen und wurde am 1. Januar 2000 als unabhängige Einrichtung gegründet. Seinen Sitz hat das Institut in der Villa Mitscherlich in Freiburg-Wiehre.

## Aufgaben
Das Institut arbeitet in Forschung und Entwicklung visueller Ressourcen, publiziert die Ergebnisse und stellt sie in seinem Serviceangebot für Unternehmen und Institutionen zur Verfügung. Dazu wurde ein Analyseinstrument erarbeitet, das Richard Schindler Visual Profiling nennt. Das Institut erstellt Sachgutachten (Landschaftsbild- und Ortsbildanalysen) und bietet Institutionen (Kindergärten, Schulen etc.) und Unternehmen bildnerische Analyse und Konzeptbegleitung zur Optimierung ihrer visuellen Erscheinung.
Das Institut für Visual Profiling hat sich weiter zur Aufgabe gemacht, in Zusammenarbeit mit staatlichen Kunstakademien und Hochschulen, „Visual Profiling“ als zentrales Analyseinstrument einer Bildwissenschaft und als Profession zu etablieren. Mit allen Implikationen der Professionalisierung: den Möglichkeiten der Zertifizierung und Akkreditierung, der Festsetzung von Kompetenzstandards, ethischen Standards und den Regularien der Lehre und Methode. Zu diesem Zweck kooperiert das Institut mit Wissenschaftlern, Unternehmen und Unternehmensberatern.
Die Leitung hat Richard Schindler. Der Beirat besteht aus  Ulrich Oevermann, Alfons Bora und Stephan Berg, dem  Intendanten des Bonner Kunstmuseums. Daneben gibt es fallorientierte Kooperationen mit externen Experten wie Andreas Wernet von der Universität Hannover sowie den Soziologen Thomas Dresel und Peter Oberndorfer.